# Гоэс
Гоэ́с (фр. Goès) — коммуна во Франции, находится в регионе Аквитания. Департамент — Атлантические Пиренеи. Входит в состав кантона Олорон-Сент-Мари-2. Округ коммуны — Олорон-Сент-Мари.
Код INSEE коммуны — 64245.

## География

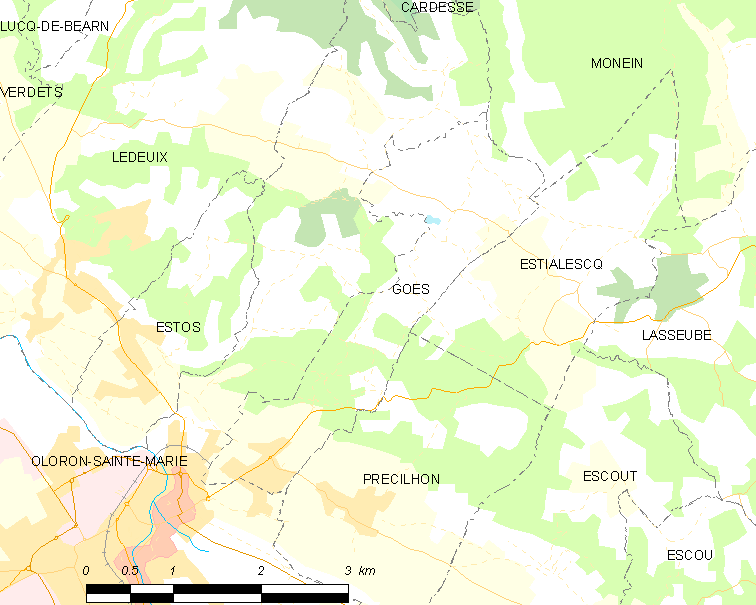
Карта коммуны

Коммуна расположена приблизительно в 670 км к югу от Парижа, в 185 км южнее Бордо, в 21 км к юго-западу от По.
По территории коммуны протекает река Эску.

### Климат
Климат тёплый океанический. Зима мягкая, средняя температура января — от +5°С до +13°С, температуры ниже −10 °C бывают редко. Снег выпадает около 15 дней в году с ноября по апрель. Максимальная температура летом порядка 20-30 °C, выше 35 °C бывает очень редко. Количество осадков высокое, порядка 1100 мм в год. Характерна безветренная погода, сильные ветры очень редки.

## Население
Население коммуны на 2010 год составляло 562 человека.
| 1962 | 1968 | 1975 | 1982 | 1990 | 1999 | 2010 |
| ---- | ---- | ---- | ---- | ---- | ---- | ---- |
| 482  | 648  | 668  | 575  | 574  | 543  | 562  |

## Администрация
| Период | Период | Фамилия     | Партия | Примечания |
| ------ | ------ | ----------- | ------ | ---------- |
| 1995   | 2008   | Жан Ваккер  |        |            |
| 2008   | 2020   | Дидье Лусто |        |            |

## Экономика
В 2010 году среди 321 человека трудоспособного возраста (15-64 лет) 241 были экономически активными, 80 — неактивными (показатель активности — 75,1 %, в 1999 году было 70,7 %). Из 241 активных жителей работали 215 человек (118 мужчин и 97 женщин), безработных было 26 (11 мужчин и 15 женщин). Среди 80 неактивных 26 человек были учениками или студентами, 31 — пенсионерами, 23 были неактивными по другим причинам.

## Достопримечательности
- Церковь Св. Иоанна Крестителя (XIX век)[4]

## Фотогалерея

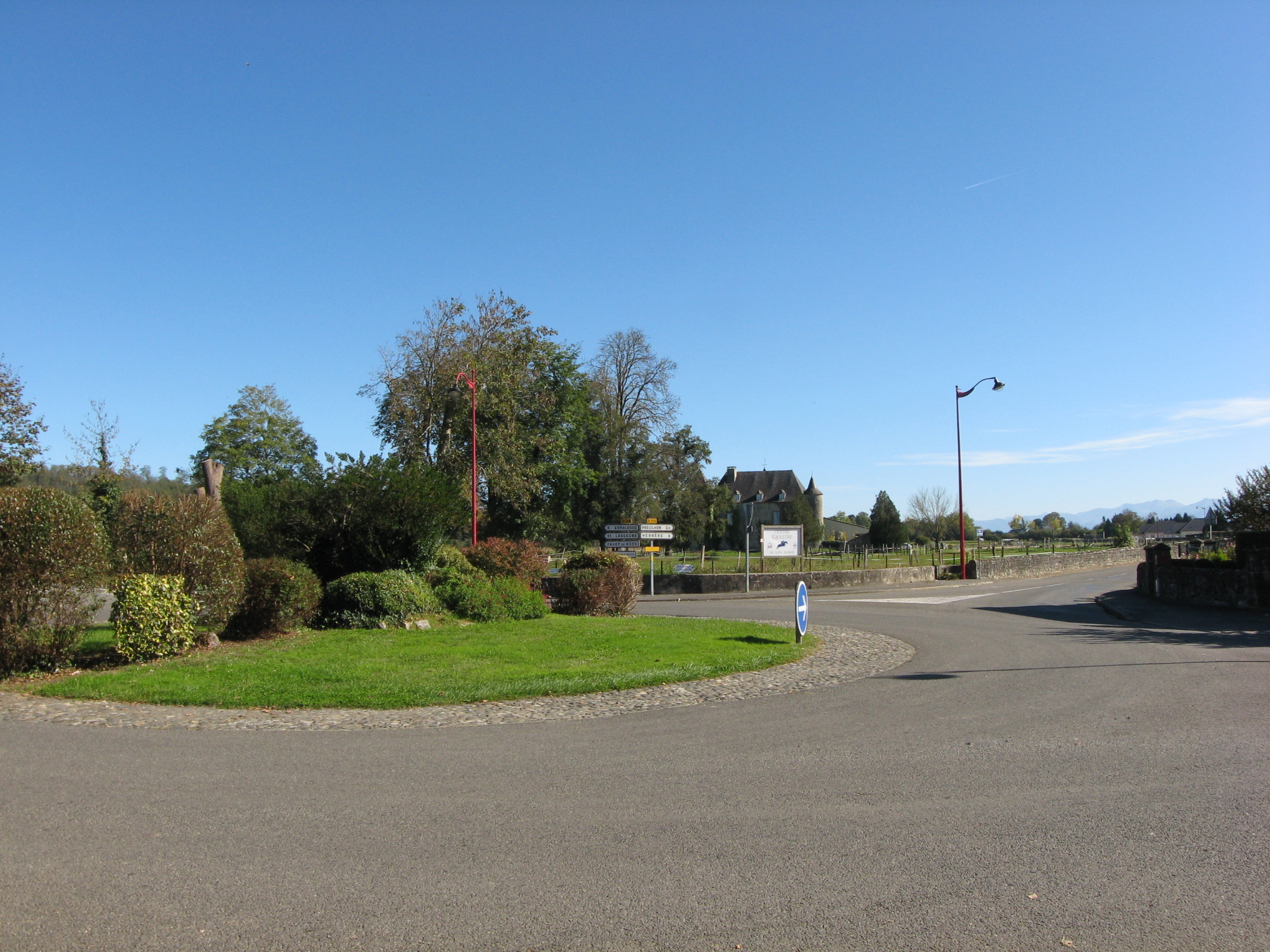
Гоэс
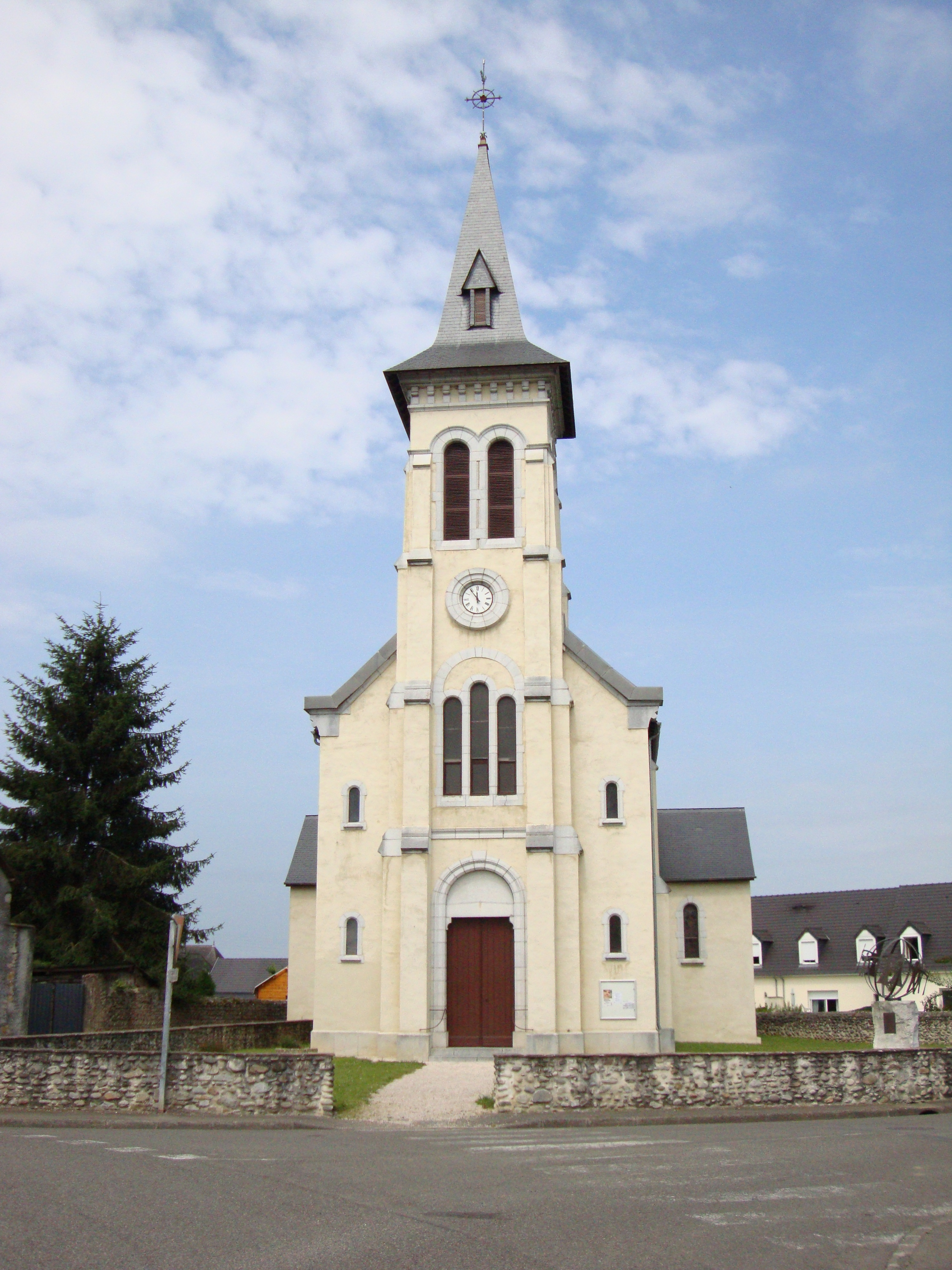
Церковь Св. Иоанна Крестителя
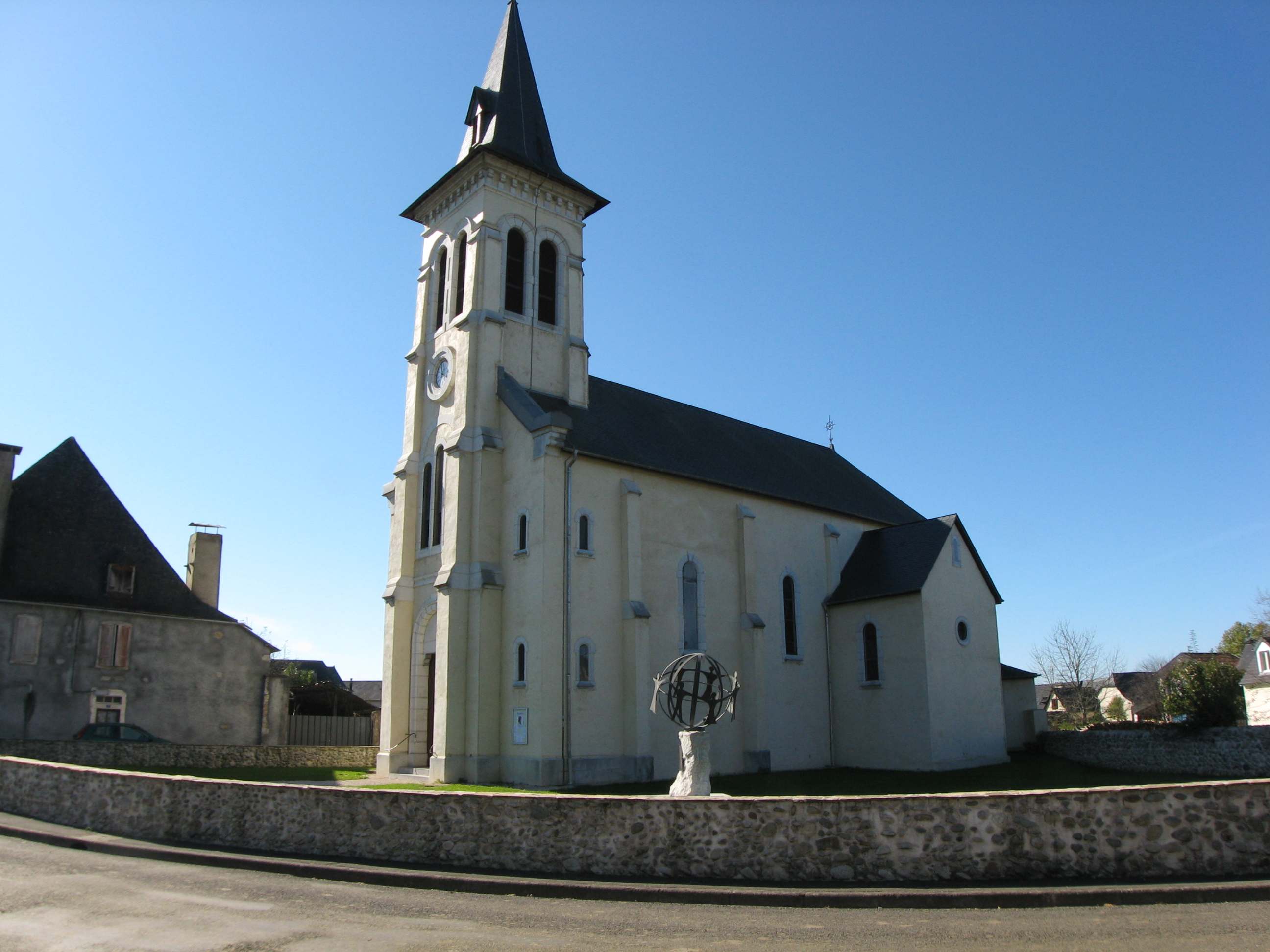
Церковь Св. Иоанна Крестителя
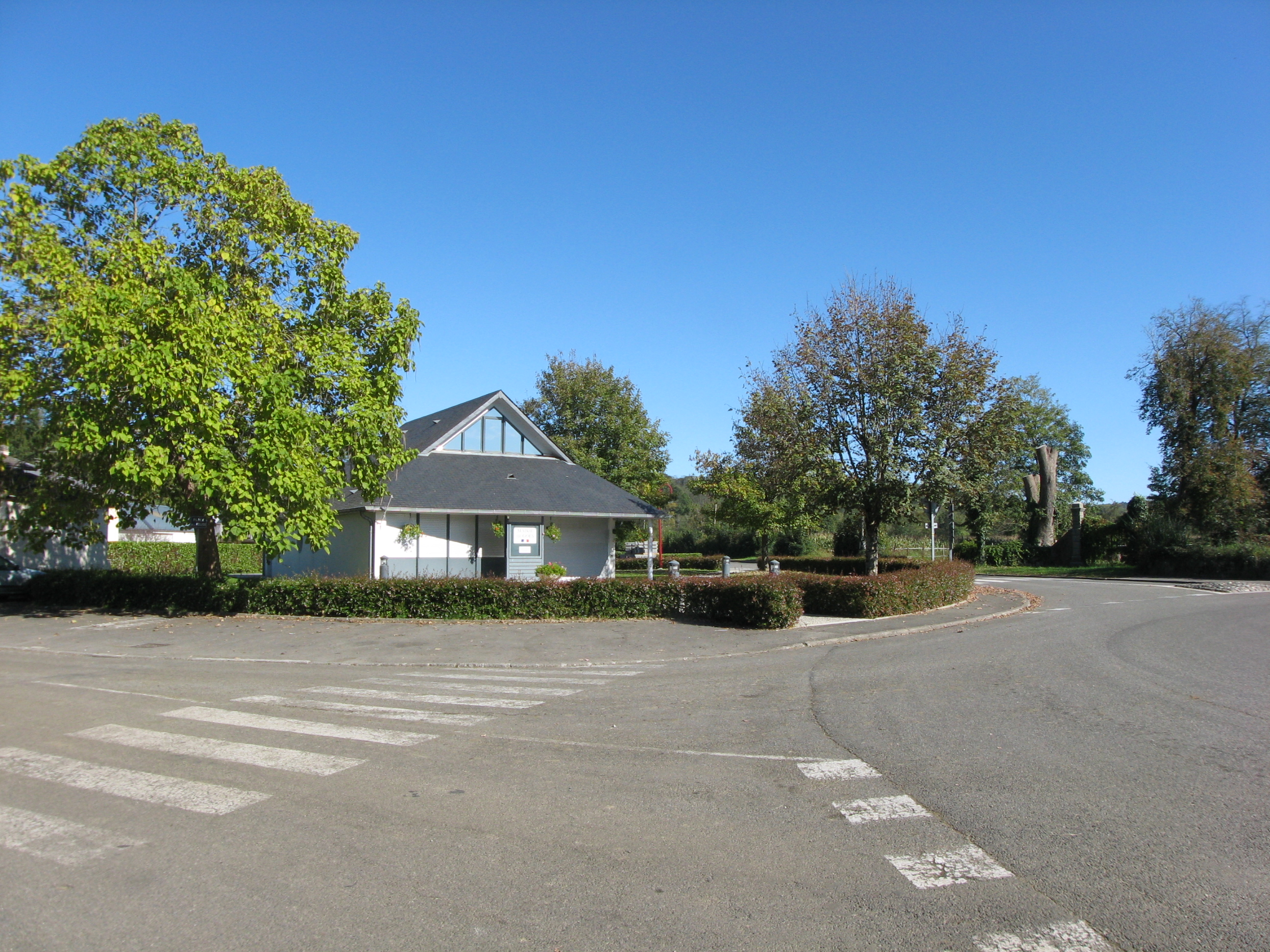
Мэрия
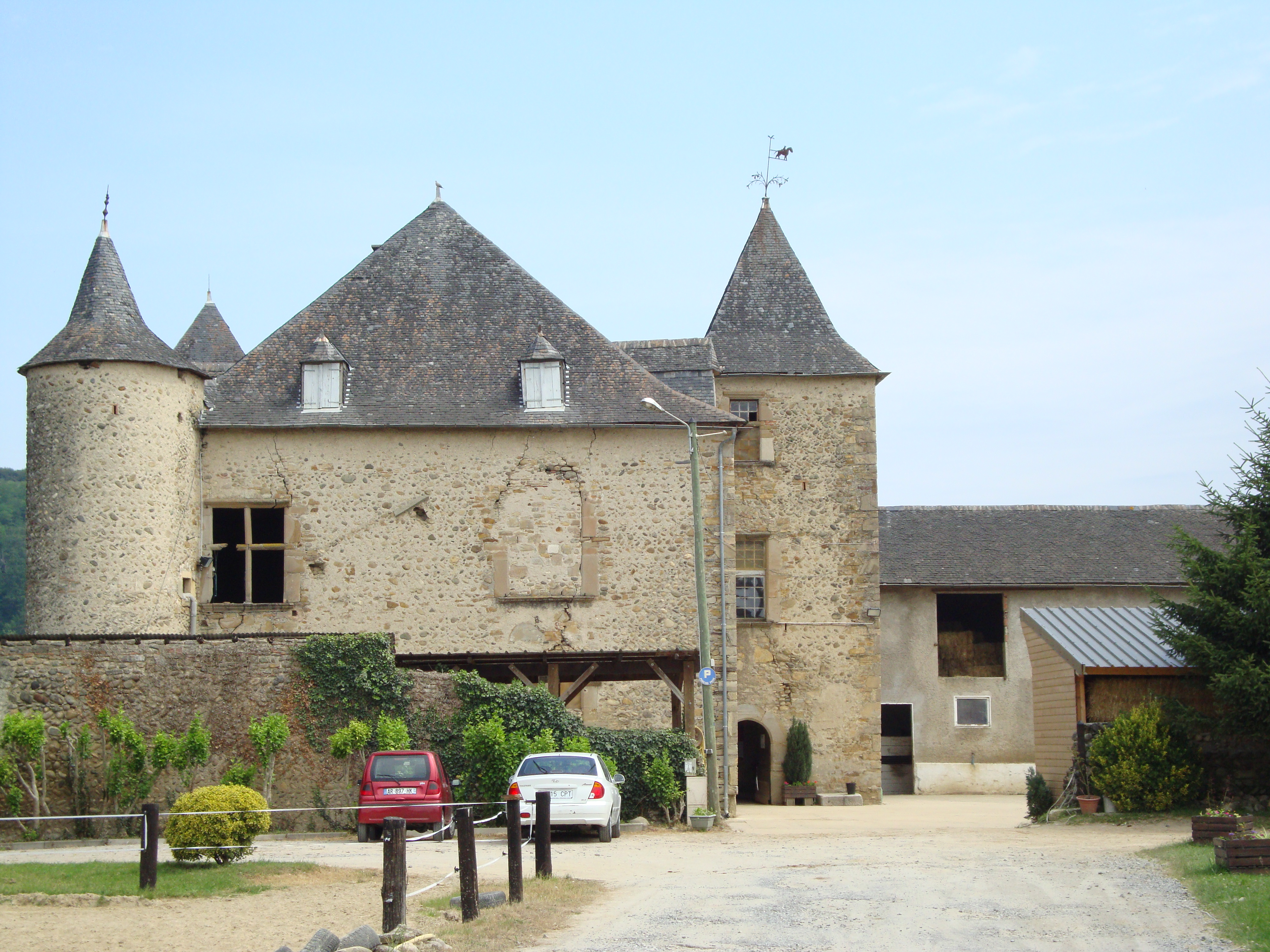
Замок
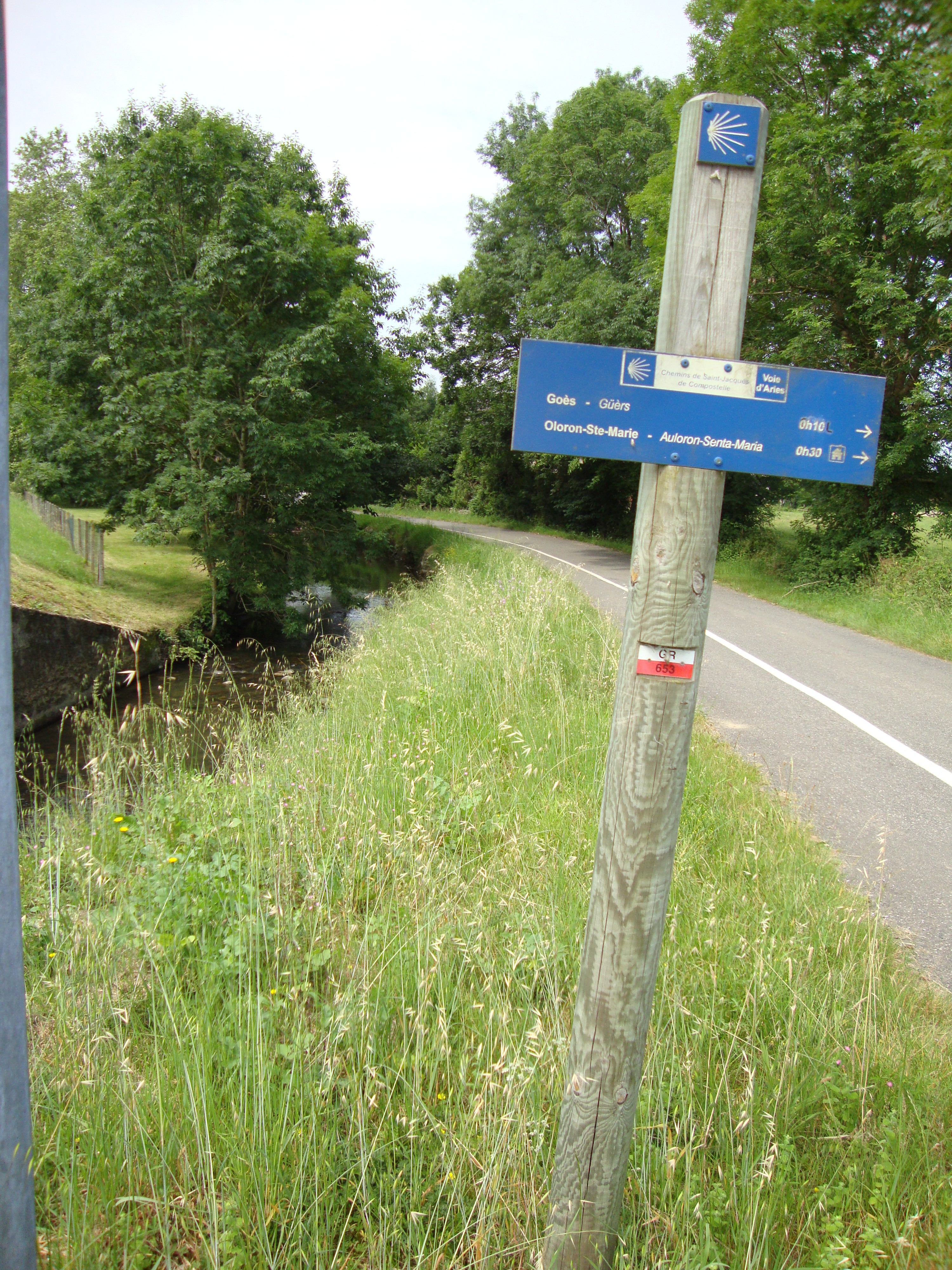
Место, где Путь Святого Иакова проходит вдоль реки Эску